# Fluide non newtonien
Un fluide non newtonien est un fluide qui ne suit pas la loi de viscosité de Newton, c'est-à-dire une viscosité constante indépendante de la contrainte. Dans les fluides non newtoniens, la viscosité peut changer lorsqu'elle est soumise à une force pour devenir plus liquide ou plus solide. Le ketchup, par exemple, devient plus coulant lorsqu'il est secoué et se comporte donc de manière non newtonienne. De nombreuses solutions salines et polymères fondus sont des fluides non newtoniens, tout comme de nombreuses substances couramment rencontrées telles que la crème anglaise, le miel, le dentifrice, les suspensions d'amidon, l'amidon de maïs, la peinture, le sang, le beurre fondu et le shampooing.
Le plus souvent, la viscosité (la déformation progressive par cisaillement ou contraintes de traction) des fluides non newtoniens dépend du taux de cisaillement ou de l'historique du taux de cisaillement. Cependant, certains fluides non newtoniens avec une viscosité indépendante du cisaillement présentent toujours des différences de contraintes normales ou d'autres comportements non newtoniens. Dans un fluide newtonien, la relation entre la contrainte de cisaillement et le taux de cisaillement est linéaire, passant par l'origine, la constante de proportionnalité étant le coefficient de viscosité. Dans un fluide non newtonien, la relation entre la contrainte de cisaillement et le taux de cisaillement est différente. Le fluide peut même présenter une viscosité dépendant du temps (en). Par conséquent, un coefficient de viscosité constant ne peut être défini.
Bien que le concept de viscosité soit couramment utilisé en mécanique des fluides pour caractériser les propriétés de cisaillement d'un fluide, il peut être inadéquat pour décrire les fluides non newtoniens. Ils sont mieux étudiés à travers plusieurs autres propriétés rhéologiques qui relient les contrainte et vitesse de déformation dans de nombreuses conditions d'écoulement différentes — telles que le cisaillement oscillatoire ou l'écoulement extensif — qui sont mesurées à l'aide de différents appareils ou rhéomètres. Les propriétés sont mieux étudiées en utilisant des lois de comportement à valeurs tensorielles, courantes dans le domaine de la mécanique des milieux continus.

## Types de comportement non newtonien

### Sommaire

Classification des fluides avec contrainte de cisaillement en fonction du taux de cisaillement.

| Viscoélastique               | Matériau de Kelvin matériau de Maxwell           | Combinaison linéaire "parallèle" d'effets élastiques et visqueux                                                                       | Certains lubrifiants, crème fouettée, Silly Putty |
| Viscosité dépendant du temps | Rhéopectie                                       | La viscosité apparente (en) augmente avec la durée de la contrainte.                                                                   | Liquide synovial, encre d'imprimante, pâte de gypse |
| Viscosité dépendant du temps | Thixotrope                                       | La viscosité apparente diminue avec la durée de la contrainte.                                                                         | Yaourt, beurre d'arachide, solutions de gomme xanthane, gels aqueux d'oxyde de fer, gels de gélatine, gels de pectine, huile de ricin hydrogénée, certaines argiles (y compris la bentonite et la montmorillonite), suspension de noir de carbone dans le caoutchouc de pneu fondu, certaines boues de forage, de nombreuses peintures, beaucoup suspensions de floc, nombreuses suspensions colloïdales. |
| Viscosité non newtonienne    | Épaississement par cisaillement (en) (dilatant)  | La viscosité apparente augmente avec une contrainte accrue .                                                                           | Suspensions d'amidon de maïs dans l'eau (oobleck) |
| Viscosité non newtonienne    | Amincissement par cisaillement (pseudoplastique) | La viscosité apparente diminue avec une contrainte accrue ,.                                                                           | Vernis à ongles, crème fouettée, ketchup, mélasse, sirops, pâte à papier dans l'eau, peinture au latex, glace (en), sang, certaines huiles de silicone, certains résines de silicone (en), sable dans l'eau |
| Viscosité non newtonienne    | Fluide newtonien généralisé (en)                 | La viscosité est constante. La contrainte dépend des taux de déformation normaux et de cisaillement ainsi que de la pression appliquée | Plasma sanguin, crème anglaise, eau |

La viscosité d'un fluide rhéoépaississant (en), semble augmenter lorsque la vitesse de cisaillement augmente. L'amidon de maïs en suspension dans l'eau (« oobleck », voir ci-dessous) est un exemple courant : lorsqu'il est agité lentement, il semble laiteux, lorsqu'il est agité vigoureusement, il se sent comme un liquide très visqueux.

### Fluide pseudo-plastique

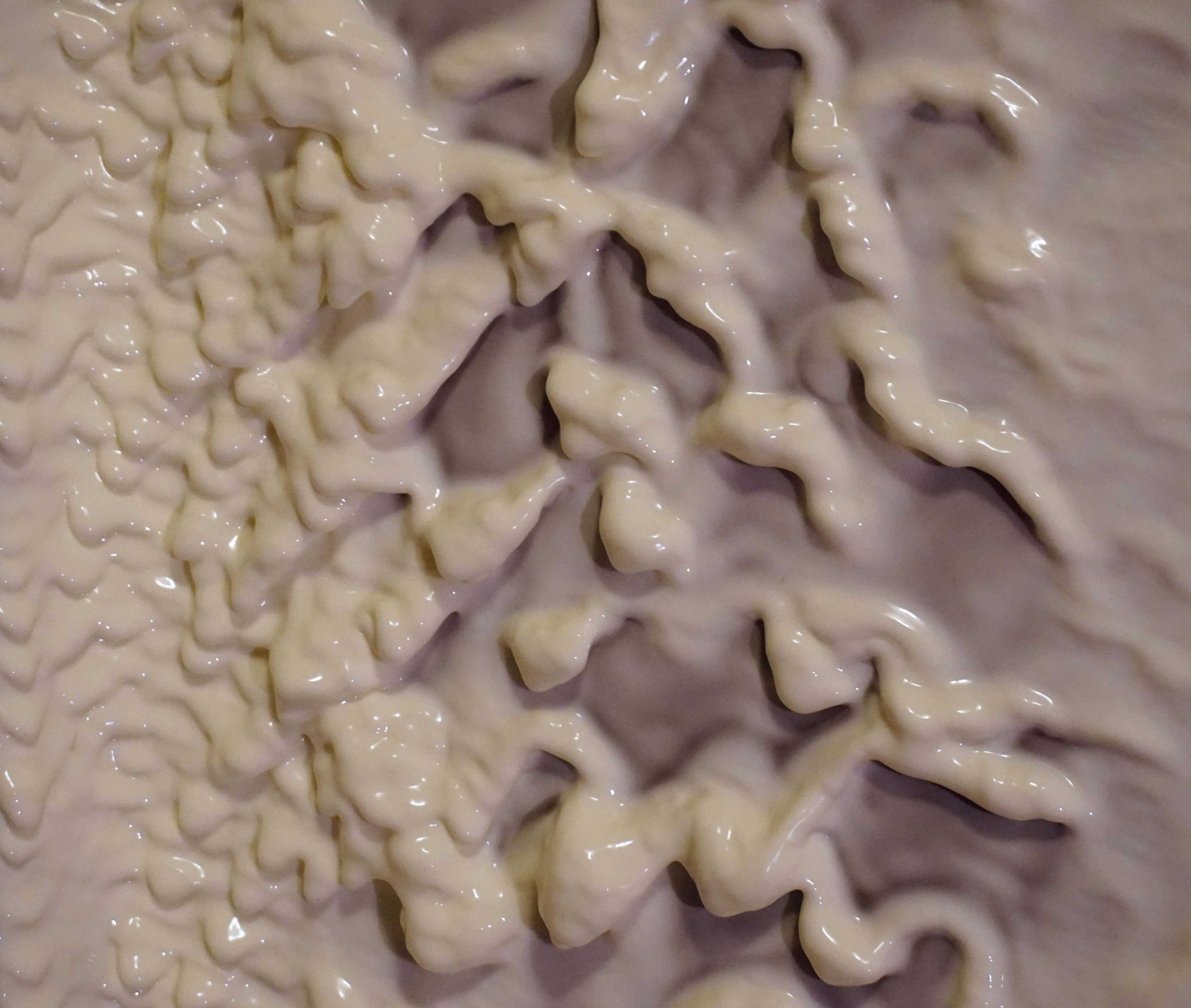
La peinture est un fluide non newtonien. Une surface plane recouverte de peinture blanche est orientée verticalement (avant de prendre la photo la surface plane était horizontale, posée sur une table). Le fluide commence à s'égoutter sur la surface mais, en raison de sa nature non newtonienne, il est soumis à des contraintes dues à l'accélération gravitationnelle. Par conséquent, au lieu de glisser le long de la surface, il forme des gouttelettes très grosses et très denses avec un ruissellement limité.

Un exemple familier du contraire, un fluide de fluidification par cisaillement, ou fluide pseudoplastique, est la peinture murale : la peinture doit s'écouler facilement du pinceau lorsqu'elle est appliquée sur une surface mais ne pas s'égoutter excessivement. Notez que tous les fluides thixotropes sont extrêmement fluidifiants par cisaillement, mais ils sont significativement dépendants du temps, alors que les fluides colloïdaux « pseudo-plastique » répondent instantanément aux changements de taux de cisaillement. Ainsi, pour éviter toute confusion, cette dernière classification est plus clairement appelée pseudoplastique.
Le sang est un autre exemple de fluide pseudo-plastique. Cette application est très favorisée dans le corps, car elle permet à la viscosité du sang de diminuer avec l'augmentation du taux de déformation par cisaillement.

### Fluide de Bingham
Les fluides qui ont une relation de contrainte de cisaillement/déformation de cisaillement linéaire mais qui nécessitent une limite d'élasticité finie avant de commencer à s'écouler (le tracé de la contrainte de cisaillement par rapport à la déformation de cisaillement ne passe pas par l'origine) sont appelés fluides de Bingham. Plusieurs exemples sont les suspensions d'argile, la boue de forage, le dentifrice, la mayonnaise, le chocolat et la moutarde. La surface d'un corps de Bingham peut contenir des pics lorsqu'elle est immobile. En revanche, les fluides newtoniens ont des surfaces plates sans relief lorsqu'ils sont immobiles.
Il existe également des fluides dont la vitesse de déformation est fonction du temps. Les fluides qui nécessitent une contrainte de cisaillement progressivement croissante pour maintenir une vitesse de déformation constante sont appelés rhéopectiques. Un cas contraire est celui d'un fluide qui s'amincit avec le temps et nécessite une contrainte décroissante pour maintenir une vitesse de déformation constante (thixotrope).

## Exemples
De nombreuses substances courantes présentent des écoulements avec une rhéologie non newtonienne. Ceux-ci comprennent :
- Solutions de savon, cosmétiques et dentifrice ;
- Aliments tels que beurre, fromage, confiture, mayonnaise, soupe, taffy (en) et yogourt ;
- Substances naturelles telles que magma, lave, gommes, miel et des extraits tels que l'extrait de vanille ;
- Liquides biologiques tels que sang, salive, sperme, mucus et liquide synovial ;
- Liquide chargé telles que pâte de ciment et pâte à papier, émulsions telles que mayonnaise et certains types de dispersion.

### Oobleck

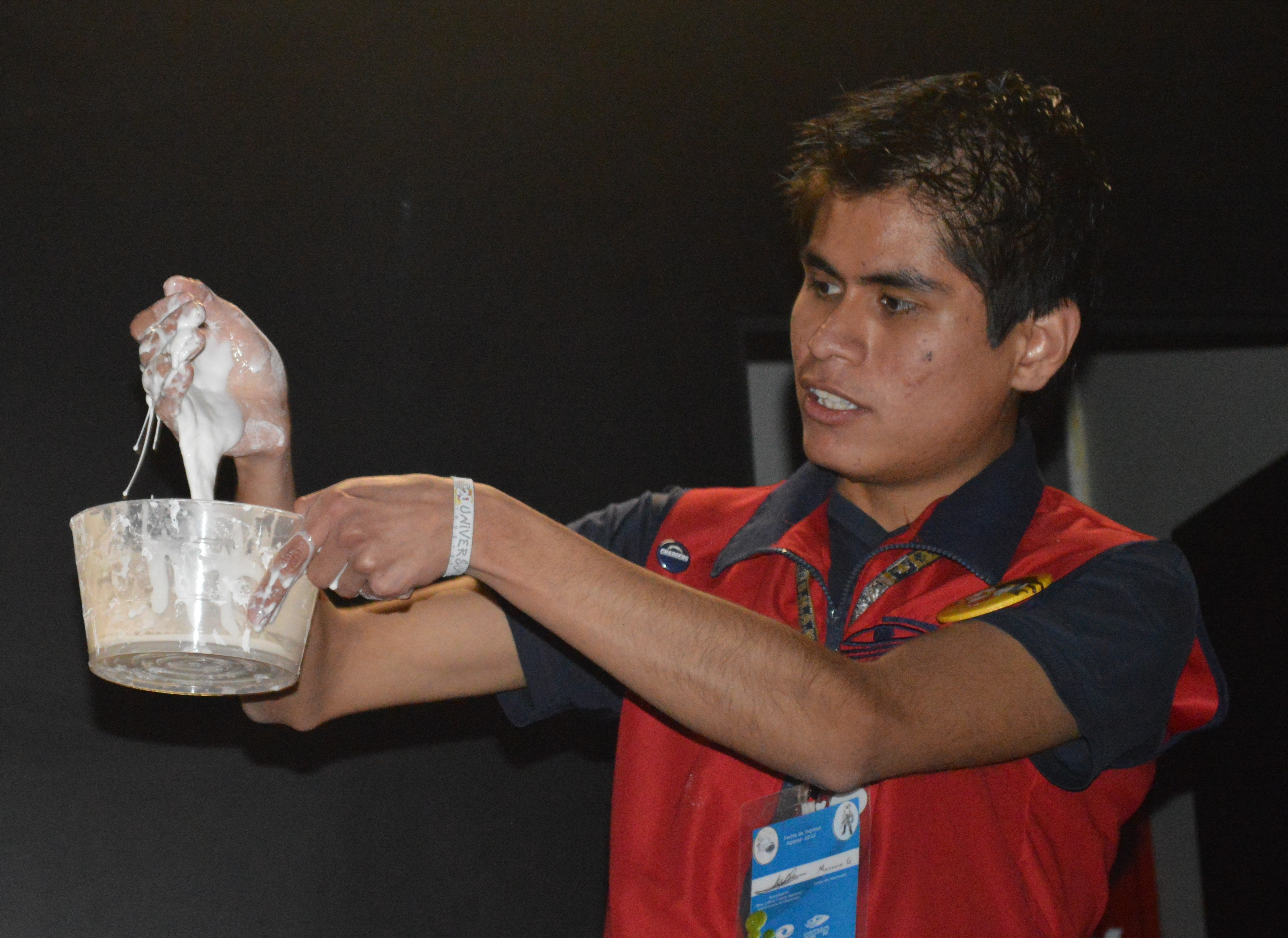
Démonstration d'un fluide non newtonien à Universum à Mexico

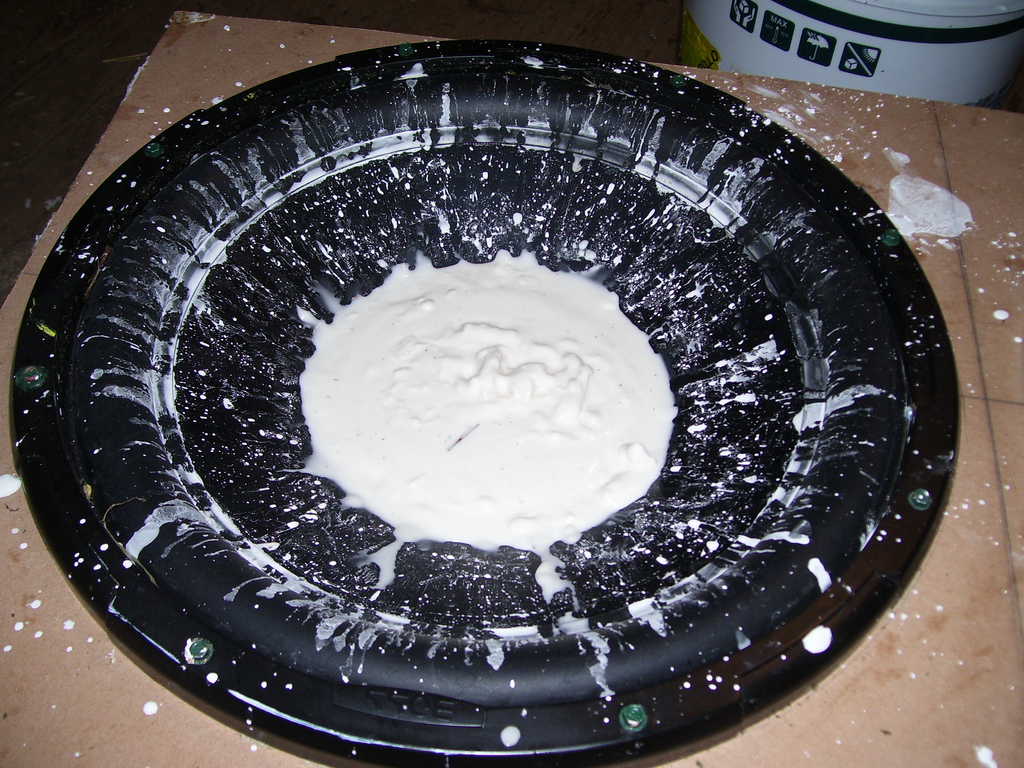
Oobleck sur un subwoofer. L'application d'une force à l'oobleck, par des ondes sonores dans ce cas, fait épaissir le fluide non newtonien.

Un exemple peu coûteux et non toxique d'un fluide non newtonien est une suspension d'amidon (par exemple, fécule de maïs) dans de l'eau, parfois appelée oobleck, ooze ou magic mud, obtenue typiquement avec un volume d'eau pour un et demi à deux volumes d'amidon de maïs,,. Le nom oobleck est dérivé du titre du livre du Dr Seuss, Bartholomée et l'oobleck (en).
En raison de ses propriétés, l'oobleck est souvent utilisé dans les démonstrations qui présentent son comportement inhabituel. Une personne peut marcher sur une grande baignoire d'oobleck sans couler en raison de ses propriétés d'épaississement au cisaillement, à condition que l'individu se déplace suffisamment rapidement pour fournir suffisamment de force à chaque pas pour provoquer l'épaississement. De plus, si l'oobleck est placé sur un grand subwoofer alimenté à un volume suffisamment élevé, il s'épaissira et formera des ondes stationnaires en réponse aux ondes sonores basse fréquence du haut-parleur. Si une personne frappe ou marche sur un oobleck, il s'épaissira et agira comme un solide. Après le coup, l'oobleck retournera à son état mince semblable à un liquide.

### Flubber (slime)
Le flubber, également connu sous le nom de slime, est un fluide non newtonien, facilement fabriqué à partir de colles à base d'alcool polyvinylique (comme la colle blanche «école») et de borax. Il s'écoule sous de faibles contraintes mais se rompt sous des contraintes et des pressions plus élevées. Cette combinaison de propriétés fluides et solides en fait un fluide de Maxwell. Son comportement peut également être décrit comme étant viscoplastique ou gélatineux.
Un autre exemple est la garniture de crème glacée au caramel réfrigérée (à condition qu'elle incorpore des hydrocolloïdes tels que la carraghénine et la gomme gellane). L'application soudaine d'une force - en poignardant la surface avec un doigt, par exemple, ou en retournant rapidement le récipient qui la retient - fait que le fluide se comporte comme un solide plutôt que comme un liquide. C'est la propriété d'épaississement par cisaillement (en) de ce fluide non newtonien. Un traitement plus doux, comme l'insertion lente d'une cuillère, la laissera dans son état liquide. Cependant, si l'on essaie brusquement de faire sortir la cuillère, cela déclenchera le retour de l'état solide temporaire.

### Silly Putty
Le Silly Putty est une suspension à base de polymère de silicone qui coule, rebondit ou se brise en fonction du taux de déformation.

### Résine végétale
La résine végétale est un polymère solide viscoélastique. Lorsqu'il est laissé dans un récipient, il s'écoulera lentement comme un liquide pour se conformer aux contours de son récipient. S'il est frappé avec plus de force, cependant, il se brisera comme un solide.

### Sables mouvants
Le sable mouvant est un colloïde non newtonien pseudo-plastique qui gagne en viscosité au repos. Les propriétés non newtoniennes du sable mouvant peuvent être observées lorsqu'il subit un léger choc (par exemple, lorsque quelqu'un marche dessus ou l'agite avec un bâton), passant de la phase Gel à la phase Sol et se liquéfiant en apparence, ce qui provoque l'enfoncement des objets à la surface.

### Ketchup
Le ketchup est un fluide pseudo-plastique,. L'amincissement par cisaillement signifie que la viscosité du fluide diminue avec l'augmentation de la contrainte de cisaillement. En d'autres termes, le mouvement du fluide est initialement difficile à des vitesses de déformation lentes, mais s'écoulera plus librement à des vitesses élevées. Le fait de secouer une bouteille de ketchup inversée peut la faire passer à une viscosité inférieure, entraînant un jet soudain du condiment dilué par cisaillement.

### Flux granulaires secs
Dans certaines circonstances, les écoulements de matériaux granulaires peuvent être modélisés comme un continuum, par exemple en utilisant la rhéologie. Ces modèles de continuum ont tendance à être non newtoniens, car la viscosité apparente des écoulements granulaires augmente avec la pression et diminue avec le taux de cisaillement.